# Thám tử lừng danh Conan: Sát thủ bắn tỉa không tưởng
Thám tử lừng danh Conan: Sát thủ bắn tỉa không tưởng (名探偵コナン 異次元の狙撃手 Meitantei Konan: Ijigen no Sunaipā) là bộ phim hoạt hình Nhật Bản năm 2014 do đạo diễn Kobun Shizuno chỉ đạo và là phần phim điện ảnh thứ 18 dựa trên loạt phim hoạt hình và loạt truyện tranh cùng tên  Tại Việt Nam, phim được phát sóng trên HTV3 vào ngày 2 tháng 4 năm 2017.

## Nội dung
Sonoko mời Conan, Agasa, Ran, Kogoro và Đội thám tử nhí đến lễ khai mạc ở tầng quan sát của tháp Bell Tree do Tập đoàn Tài chính Suzuki xây dựng. Trong khi đó, ở tòa nhà đối diện có một tên bắn tỉa đã bắn vào một người khách, Hiroaki Fujinami – một tên chuyên dụ dỗ khách nước ngoài để khiến họ mua những tòa nhà chất lượng thấp với giá cao. Conan đã thấy được nghi phạm, nên đã đuổi theo hắn cùng với Sera. Khi qua cầu và bị cảnh sát đuổi theo, Hắn đã thả quả bom cho nổ những chiếc xe tuần tra của cảnh sát, đuổi theo sau đó là các đặc vụ FBI gồm Jodie, James Black và Camel, Conan và Sera chạy trước bằng xe máy. Khi tới đường cùng, Jodie đã bất đắc dĩ dùng súng để bắn nghi phạm đồng thời làm cho chiếc xe chứa bom của hắn nổ tung, khiến hắn bị hất rơi xuống vịnh Tokyo. Cảnh sát Thủ đô Tokyo và FBI sau đó kết luận hắn chính là Timothy Hunter, một lính bắn tỉa trong lực lượng Navy SEAL cũ và là người được vinh danh nhận huy chương Ngôi Sao Bạc nhưng đã bị tước đoạt sau đó do xả súng vào dân thường. FBI tin rằng Hunter cũng đã cố giết hai cựu quân nhân Mỹ là Jack Waltz và Bill Murphy – được cho là kẻ đã dựng chuyện khiến cho Hunter bị tước đoạt danh hiệu, và một người dân bản địa khác, Hitoshi Moriyama – kẻ đã huỷ hôn khiến em gái Hunter tự tử.
Cuộc điều tra của FBI cho thấy Hunter có thể đã được cung cấp thiết bị từ 3 Nghi phạm đồng lõa khác là Scott Grean, Kevin Yoshino hoặc Mark Spencer, tất cả đều là cựu quan chức quân sự Mỹ hiện đang sinh sống tại Nhật Bản. Trong khi cuộc điều tra đang diễn ra, Moriyama bị bắn chết, và cùng lúc Hunter cũng bị giết theo. Truyền thông tung tin đồn rằng việc bắn tỉa gần đây có thể là một sự lựa chọn ngẫu nhiên, hung thủ có thể bắn bất cứ ai, điều đó tạo ra sự hỗn loạn cho công chúng. Cùng đêm đó, Murphy ở Nikko với Waltz đã được yêu cầu đến Tokyo bằng bức thư do Mark Spencer viết. Để ngăn chặn vụ ám sát Murphy trên tàu, Conan đã cố gắng để chặn đường thủ phạm nhằm báo hiệu cho Murphy biết nhưng lại bị hắn nhắm bắn ở sau lưng. Sera đã bị thương trong khi cố gắng đẩy Conan ra khỏi tầm ngắm và được đưa đến bệnh viện trong khi Murphy cuối cùng vẫn bị giết.
Cảm thấy như mình đã được an toàn và cũng được các quan chức quân đội Mỹ tại Nhật Bản bảo vệ, Jack Waltz đã cố tìm mọi cách để giết tên hung thủ thật sự. Nhưng Waltz lại không biết, chính mình mới là mục tiêu cuối cùng của Hung Thủ - Kevin Yoshino. Yoshino đã từng là học viên của Hunter và hai người đã cùng lập ra kế hoạch trả thù Waltz và Murphy vì cố ám sát Hunter trong suốt trận chiến ở Trung Đông để kiến cho Hunter sẽ không được nhận Ngôi Sao Bạc. May thay, Hunter sống sót sau vụ đó nhưng bị thương nặng. Conan, người đã nhận ra rằng Waltz sắp bị giết, đã đưa Waltz đi trước, khiến Yoshino đang bắn tỉa từ tháp Bell Tree để chuyển mục tiêu. Trong khi đó, ở một tòa tháp phía xa, một tay bắn tỉa bí ẩn - Subaru Okiya đã bắn Yoshino, khiến hắn bị sốc nhờ khả năng bắn tầm xa của mình, điều chỉ có thể thực trong FBI. Yoshino đi trên boong quan sát của tháp Bell Tree và bắt Ayumi làm con tin. Trong khi Yoshino đang chiến đấu với FBI, Subaru đã cố gắng bắn hạ gục Yoshino từ xa, nhưng lại bị hắn tắt hết đèn và dùng kính hồng ngoại để tẩu thoát. Conan, đã nhận ra kế hoạch của Subaru, đã dùng Dày Tăng Lực đá quả bóng từ phía xa bay đến gần tháp và nổ thành pháo hoa (phát mình mới của Tiến Sĩ Agasa trong tập Movie này), do kính hồng ngoại của Yoshino là kính thời xưa đã lạc hậu nên không thể nhìn thấy khi gặp ánh sáng và giúp Subaru có thể bắn và làm rơi vũ khí của Yoshino, dọn đường cho Ran và FBI đưa hắn đến nhà tù. Subaru sau đó đã trả lời cuộc gọi của James Black, trưởng nhóm FBI ở Nhật Bản, với giọng của Akai Shuichi.

## Phân vai
- Hoàng Khuyết trong vai Conan Edogawa
- Thúy Hằng trong vai Ran Mori
- Trần Vũ trong vai Kogoro Mori
- Ái Phương trong vai Ai Haibara
- Ngọc Quyên  trong vai Sonoko Suzuki
- Minh Vũ trong vai Misao Yamamura
- Chánh Tín trong vai Mitsuhiko Tsuburaya
- Thiện Trung trong vai Genta Kojima/Wataru Takagi
- Trí Luân trong vai Thanh tra Megure
- Huyền Trang trong vai Cảnh sát trưởng Satou
- Hoài Thương trong vai Jodie Starling
- Minh Vũ trong vai Shuichi Akai
- Hạnh Phúc trong vai Andre Camel
- Linh Phương trong vai Masumi Sera
- Tuấn Anh trong vai Subaru Okiya
- Tấn Phong trong vai Kevin Yoshino
- Hạnh Phúc trong vai Jack Walz

## Âm nhạc
- Bài hát kết thúc: "Love Searchlight" của Shibasaki Kou

## Giải thưởng
Được nhận đề cử Giải Viện Hàn lâm Nhật Bản lần thứ 38: Phim hoạt hình xuất sắc 